# Olympische Sommerspiele 2020/Teilnehmer (Botswana)
| Gelbes Symbol für Goldmedaillen mit stilisierten Olympischen Ringen | Graues Symbol für Silbermedaillen mit stilisierten Olympischen Ringen | Braundes Symbol für Bronzemedaillen mit stilisierten Olympischen Ringen |
| ------------------------------------------------------------------- | --------------------------------------------------------------------- | ----------------------------------------------------------------------- |
| —                                                                   | —                                                                     | 1                                                                       |

Botswana nahm an den Olympischen Spielen 2020 in Tokio teil. Es war die insgesamt elfte Teilnahme an Olympischen Sommerspielen. Das Botswana National Olympic Committee nominierte 13 Athleten in vier Sportarten.

## Medaillen

### Medaillenspiegel
| Rang   | Sportart       | Gold | Silber | Bronze | Gesamt |
| ------ | -------------- | ---- | ------ | ------ | ------ |
| 1      | Leichtathletik | –    | –      | 1      | 1      |
| Gesamt | Gesamt         | 0    | 0      | 1      | 1      |

### Medaillengewinner
| Name/n                                                 | Sportart       | Wettkampf |
| ------------------------------------------------------ | -------------- | --------- |
| Bronze                                                 |                |           |
| Isaac Makwala Baboloki Thebe Zibane Ngozi Bayapo Ndori | Leichtathletik | 4 × 400 m |

## Teilnehmer nach Sportarten

### Boxen
| Athleten               | Wettbewerb               | 1. Runde       | 1. Runde | Achtelfinale  | Achtelfinale  | Viertelfinale | Viertelfinale | Halbfinale    | Halbfinale    | Finale        | Finale        | Rang |
| Athleten               | Wettbewerb               | Gegner         | Ergebnis | Gegner        | Ergebnis      | Gegner        | Ergebnis      | Gegner        | Ergebnis      | Gegner        | Ergebnis      | Rang |
| ---------------------- | ------------------------ | -------------- | -------- | ------------- | ------------- | ------------- | ------------- | ------------- | ------------- | ------------- | ------------- | ---- |
| Frauen                 |                          |                |          |               |               |               |               |               |               |               |               |      |
| Keamogetse Kenosi      | Federgewicht bis 57 kg   | K. Artingstall | 0:5      | ausgeschieden | ausgeschieden | ausgeschieden | ausgeschieden | ausgeschieden | ausgeschieden | ausgeschieden | ausgeschieden | 17   |
| Männer                 |                          |                |          |               |               |               |               |               |               |               |               |      |
| Rajab Otukile Mahommed | Fliegengewicht bis 52 kg | Y. Martínez    | 0:5      | ausgeschieden | ausgeschieden | ausgeschieden | ausgeschieden | ausgeschieden | ausgeschieden | ausgeschieden | ausgeschieden | 17   |

### Gewichtheben
| Athleten           | Wettbewerb              | Reißen  | Reißen | Stoßen                | Stoßen                | Zweikampf     | Zweikampf     | Rang          |
| Athleten           | Wettbewerb              | Gewicht | Rang   | Gewicht               | Rang                  | Gewicht       | Rang          | Rang          |
| ------------------ | ----------------------- | ------- | ------ | --------------------- | --------------------- | ------------- | ------------- | ------------- |
| Frauen             |                         |         |        |                       |                       |               |               |               |
| Magdeline Moyengwa | Leichtgewicht bis 59 kg | 70 kg   | 13     | ohne gültigen Versuch | ohne gültigen Versuch | ausgeschieden | ausgeschieden | ausgeschieden |

### Leichtathletik
Laufen und Gehen 
| Athleten                                               | Wettbewerb | Runde 1        | Runde 1 | Halbfinale    | Halbfinale    | Finale         | Finale        | Rang          |
| Athleten                                               | Wettbewerb | Zeit           | Rang    | Zeit          | Rang          | Zeit           | Rang          | Rang          |
| ------------------------------------------------------ | ---------- | -------------- | ------- | ------------- | ------------- | -------------- | ------------- | ------------- |
| Frauen                                                 |            |                |         |               |               |                |               |               |
| Christine Botlogetswe                                  | 400 m      | 53,99 s        | 8       | ausgeschieden | ausgeschieden | ausgeschieden  | ausgeschieden | ausgeschieden |
| Amantle Montsho                                        | 400 m      | DNF            | DNF     | ausgeschieden | ausgeschieden | ausgeschieden  | ausgeschieden | ausgeschieden |
| Galefele Moroko                                        | 400 m      | 55,89 s        | 6       | ausgeschieden | ausgeschieden | ausgeschieden  | ausgeschieden | ausgeschieden |
| Männer                                                 |            |                |         |               |               |                |               |               |
| Isaac Makwala                                          | 400 m      | 44,86 s        | 2       | 44,59 s       | 6             | 44,94 s        | 7             | 7             |
| Leungo Scotch                                          | 400 m      | 45,32 s        | 4       | 45,56 s       | 5             | ausgeschieden  | ausgeschieden | ausgeschieden |
| Nijel Amos                                             | 800 m      | 1:45,04 min    | 5       | 2:38,49 min   | 8             | 1:46,41 min    | 8             | 8             |
| Isaac Makwala Bayapo Ndori Zibane Ngozi Baboloki Thebe | 4 × 400 m  | 2:58,33 min AR | 2       | —             | —             | 2:57,27 min AR | 3             | Bronze        |

### Schwimmen
| Athleten      | Wettbewerb     | Vorlauf     | Vorlauf | Halbfinale    | Halbfinale    | Finale        | Finale        | Rang |
| Athleten      | Wettbewerb     | Zeit        | Rang    | Zeit          | Rang          | Zeit          | Rang          | Rang |
| ------------- | -------------- | ----------- | ------- | ------------- | ------------- | ------------- | ------------- | ---- |
| Männer        |                |             |         |               |               |               |               |      |
| James Freeman | 200 m Freistil | 1:52,87 min | 38      | ausgeschieden | ausgeschieden | ausgeschieden | ausgeschieden | 38   |
| James Freeman | 400 m Freistil | 4:03,10 min | 35      | —             | —             | ausgeschieden | ausgeschieden | 35   |